# Manuel de Godoy

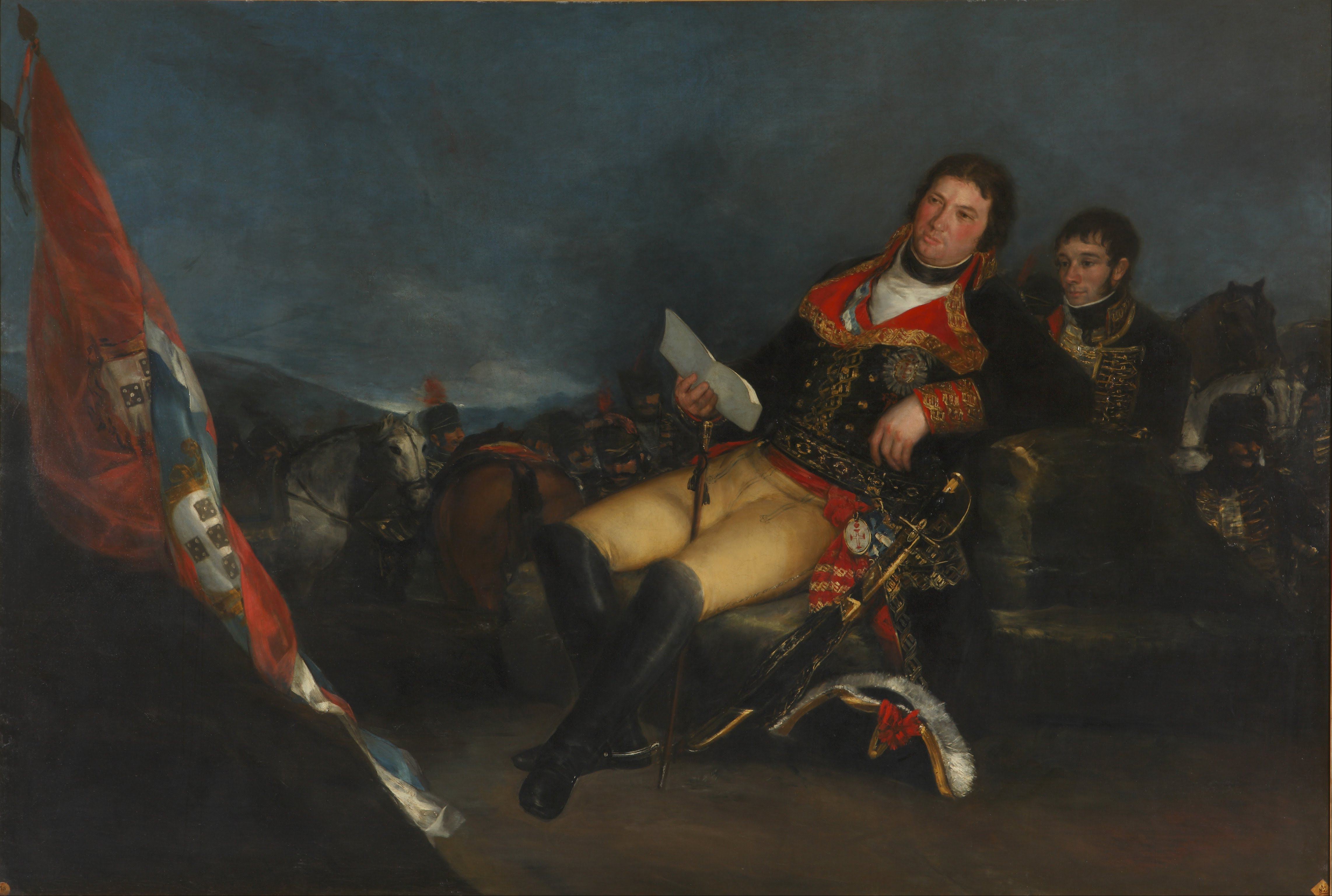
Manuel de Godoy – Gemälde von Francisco de Goya (1801)

Manuel de Godoy y Álvarez de Faria Ríos Sanchez Zarzosa (* 12. Mai 1767 in Badajoz, Spanien; † 4. Oktober 1851 in Paris, Frankreich) war ein spanischer Staatsmann, der eine Politik des Aufgeklärten Absolutismus betrieb.

## Leben

### Herkunft und Aufstieg
Manuel de Godoy, Sohn von José de Godoy und dessen Ehefrau Maria Antonia Álvarez de Faria, entstammte dem niederen Adel und trat 1784 in die königliche Garde ein. Seit 1788 galt Godoy als Geliebter der Kronprinzessin Maria Luise von Bourbon-Parma und gehörte zum engeren Kreis um das Kronprinzenpaar. Er galt sogar als „natürlicher“ Vater des 1794 geborenen jüngsten Sohnes von Maria Luise, Francisco de Paula de Borbón, dessen Gesichtszüge denen Godoys ähnelten. Durch seine im Oktober 1797 erfolgte Heirat mit María Teresa de Borbón y Vallabriga (1780–1828), einer Enkelin König Philipps V., wurde er ein Cousin 1. Grades sowohl des regierenden Königs als auch der Königin. Er hatte jedoch auch eine Langzeitgeliebte, Pepita Tudó, mit der er sich im Februar 1829 – nach dem Tod seiner Gattin – offiziell vermählte.
Karl und Maria Luise versuchten eine unabhängige und nur ihnen ergebene Partei aufzubauen. Nach seiner Thronbesteigung im Dezember 1788 beließ Karl IV. jedoch die wichtigsten Innen- und Außenpolitiker aus der Regierung von Karl III. in ihren Ämtern. Godoy wurde 1790 zum Generalleutnant der Garden und 1791 zum Sekretär der Königin ernannt. Am 28. Februar 1792 entließ Karl seinen ersten Staatsminister Floridablanca (1728–1808). Dessen Nachfolger und politischer Konkurrent Graf Aranda (1719–1798) scheiterte wenige Monate später an der Aufgabe, die französische Königsfamilie vor den Revolutionären zu retten. Auf Drängen der Königin wurde Aranda am 15. November 1792 abgelöst und Godoy zum neuen ersten Staatsminister ernannt. Godoy erhielt den Titel eines Herzogs von Alcúdia und Sueca und wurde von seinen Gönnern reichlich mit Gütern beschenkt.

### Regierung von 1792 bis 1798

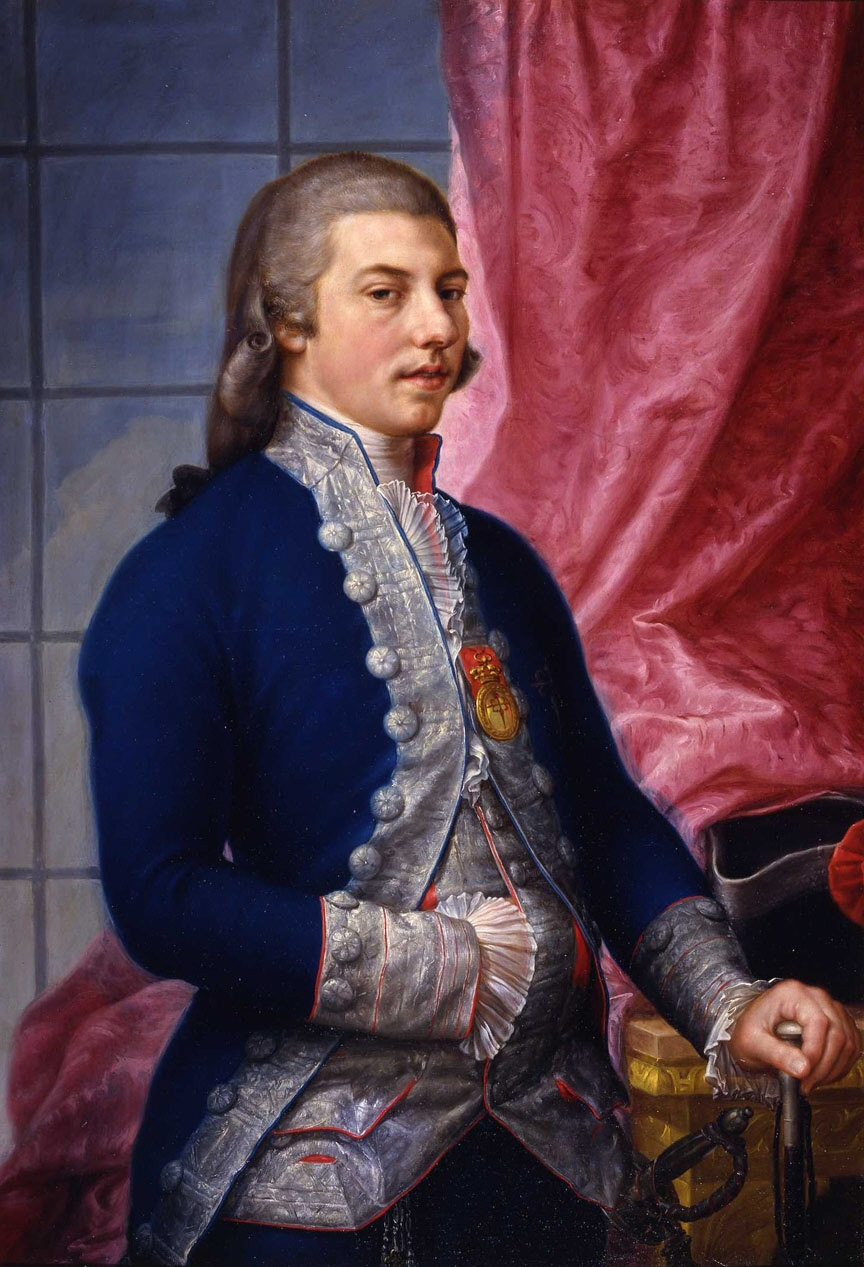
Manuel Godoy – Gemälde von Francisco Bayeu (1792)

Godoy behielt die Neutralitätspolitik seiner beiden Vorgänger bei, verschärfte aber den diplomatischen Druck auf das revolutionäre Frankreich. Trotz des spanischen Protestes wurde der französische König Ludwig XVI. am 21. Januar 1793 hingerichtet. Wegen der ständigen Einmischung Godoys in die inneren Angelegenheiten Frankreichs erklärte der Nationalkonvent Spanien den Krieg. Godoy konnte den Krieg gegen Frankreich als patriotischen Kreuzzug darstellen. Weil die Erfolge ausblieben, änderte sich die anfängliche Kriegsbegeisterung in wachsende Unzufriedenheit. Die Unzufriedenen sammelten sich um Aranda mit dem Ziel, Godoy zu stürzen. Doch Godoy behauptete sich gegen seine Gegner, Aranda musste Spanien verlassen und verstarb 1798 im Exil.
Im Oktober 1794 begannen die Friedensverhandlungen mit Frankreich und im Juli 1795 wurde der Friedensvertrag von Basel unterzeichnet. Spanien musste seine Kolonie Santo Domingo an Frankreich übertragen und erhielt dafür seine verlorengegangenen Grenzgebiete von Frankreich zurück. Deswegen wurde Godoy vom König mit dem Ehrentitel „Friedensfürst“ (Príncipe de la Paz) ausgezeichnet.
Godoy führte einige innenpolitische Reformen der Regierung Karls III. fort. Er erließ Gesetze zur Förderung der Landwirtschaft und der Manufakturen und trieb die Reform des Schulwesens voran. Er förderte Wissenschaftler und berief Vertreter der Aufklärung, wie Saavedra (1746–1819), Jovellanos (1744–1811) und Urquijo (1768–1817) in wichtige Verwaltungsstellen. Wegen seines luxuriösen Lebensstils, seiner Vetternwirtschaft und seiner Beziehung zur Königin war Godoy bei den Vertretern der Aufklärung unbeliebt.
Im Jahr 1796 musste Spanien mit Frankreich den Zweiten Vertrag von San Ildefonso abschließen und danach an Frankreichs Seite Krieg gegen das Königreich Großbritannien führen. Großbritannien brachte Spaniens Schiffsverkehr mit seinen amerikanischen Kolonien zum Erliegen und erschütterte dadurch Spaniens Wirtschaft. Die wirtschaftlichen Probleme Spaniens und viele notwendig gewordene Maßnahmen zum Führen des Krieges vergrößerte den Kreis von Godoys Gegnern. Im Mai 1798 verlor Godoy sein Amt als erster Staatsminister; er blieb aber einflussreicher Günstling der Königin und des Königs. Godoys Nachfolger Saavedra bildete die „Regierung der Aufklärung“.

### Erneute Regierung von 1801 bis 1808
Die „Regierung der Aufklärung“ ermüdete wegen der endlosen Kämpfe zwischen Traditionalisten und Reformern schnell. Der Erste Konsul Frankreichs Napoleon Bonaparte zwang Spanien im Oktober 1800 den 3. Vertrag von San Ildefonso auf. Dieses französisch-spanische Bündnis führte zu einem erneuten Aufleben des Konfliktes mit dem Vereinigten Königreich von Großbritannien und Irland. Karl IV. setzte deswegen die Rückkehr Godoys in die Politik durch. Godoy wurde nun ohne Ministeramt der „starke Mann“ Spaniens, während formal Pedro Ceballos Guerra als Ministerpräsident amtierte. Anfang 1801 wurde Godoy zum Generalissimus und Admiral von Spanien und Indien (Bezeichnung für Spanisch-Amerika) ernannt. Im Mai 1801 führte er erfolgreich eine Armee von 60.000 Mann in den „Orangenkrieg“ („Guerra de la Naranjas“) zur Eroberung nach Portugal.
Der Friedensvertrag von Amiens zwischen Großbritannien und Frankreich im Jahr 1802 verschaffte Spanien und somit Godoy eine kurze, dringend benötigte Atempause. Godoy konnte durch monatliche Zahlungen von Subsidien an Frankreich Spaniens Neutralität bewahren. Die Schwierigkeiten in der Wirtschaft konnte er nicht überwinden. Godoys innenpolitische Gegner sammelten sich um den Thronfolger Ferdinand.
Im Dezember 1804 erklärte Godoy dem Vereinigten Königreich den Krieg. Die französisch-spanische Flotte erlitt am 21. Oktober 1805 in der Schlacht bei Trafalgar eine vernichtende Niederlage. Godoys Gegner rechneten ihm persönlich die hohen Verluste an Menschen und Material an und forderten die Beendigung der Allianz mit Frankreich. Deswegen rief Godoy im Oktober 1806 zum Krieg gegen Frankreich auf. Doch schon Anfang 1807 musste Godoy seine antifranzösische Politik beenden. Napoleon I. forderte die Bereitstellung von 15.000 spanischen Soldaten. Diese Soldaten mussten in der Napoleonischen Armee in Norddeutschland und Ostpreußen gegen Preußen und Russland kämpfen. Im Oktober 1807 wurde im Frieden von Fontainebleau die französisch-spanische Allianz vertraglich neu geregelt. Spanien musste Portugals Besetzung durch französische Truppen unter dem Kommando des Generals Andoche Junot zustimmen.
Karl IV. und Maria Luise deckten wenig später eine Verschwörung ihres Sohnes Ferdinand auf. Unter Druck verriet Ferdinand seine Mitverschworenen, diese wurden sofort vom Hof entfernt. Anfang 1808 besetzten französische Truppen Spanien. Godoy brachte die königliche Familie nach Aranjuez; von dort aus sollte sie nach Sevilla reisen und danach per Schiff nach Mexiko. Godoy geriet immer mehr in die Isolation; der Kastilienrat und die Mehrheit der Minister stellten sich gegen ihn. Ferdinands Anhänger glaubten, dass Napoleons Vorgehen in Spanien sich nur gegen Godoy richtete.

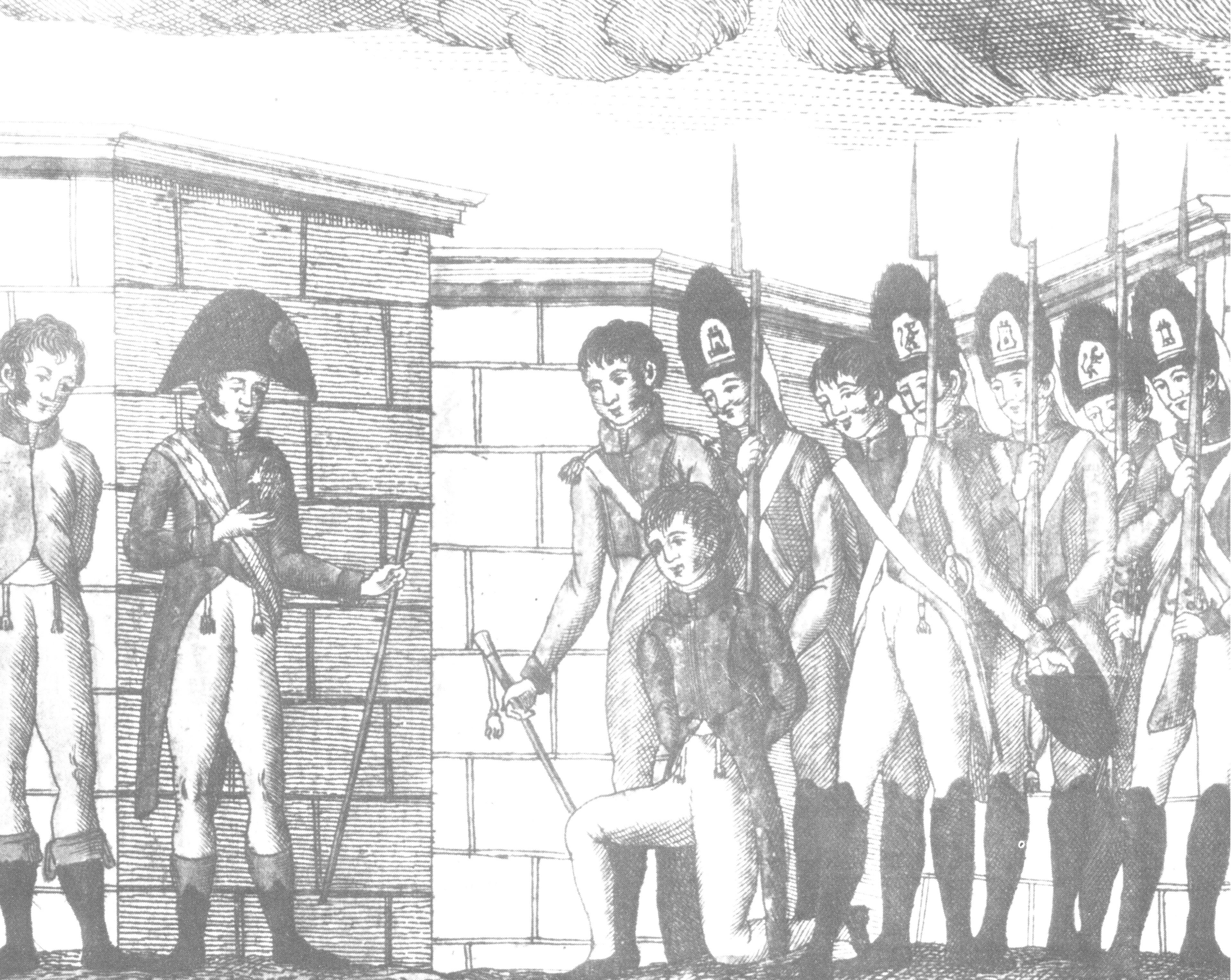
Manuel Godoy kniend vor Ferdinand VII.

Am 17. März 1808 zettelten Soldaten, Palastdiener und Bauern die Meuterei von Aranjuez („Motín de Aranjuez“) an und stürmten Godoys Palast. Die aufgebrachte Menge konnte den verhassten Günstling nicht finden. Aber wenig später fanden die Meuterer den König. Dieser wurde gezwungen, ein Dekret zur Verhaftung Godoys zu unterzeichnen; dieses wurde zwei Tage später vollzogen. Er wurde aufgefordert, seine Ämter als Generalissimus und Admiral von Spanien und Indien niederzulegen. Am selben Tag musste Karl IV. zugunsten seines Sohnes Ferdinand VII. abdanken.
Truppen Joachim Murats besetzten am 23. März 1808 Madrid. Am 2. Mai 1808 erhob sich die Madrider Bevölkerung gegen die Fremdherrschaft; Murat schlug den Aufstand blutig nieder. Nach der Abdankung Ferdinands VII. am 5. Mai 1808 konnte Godoy gemeinsam mit Karl und Maria Luise nach Frankreich ausreisen. Er begleitete beide bis zu ihrem Tod im Januar 1819 auf Reisen durch Frankreich und Italien. Während eines gemeinsamen Aufenthaltes in Rom im Jahr 1812 wurde Godoy von Papst Pius VII. zum Fürsten von Bassano und Posserano erhoben.
Godoy betätigte sich nicht mehr politisch und starb hochbetagt am 4. Oktober 1851 in Paris.